# Геологічна історія Марса
Геологічну історію Марса на основі підрахунку кратерів поділяють на донойський час та три періоди: нойський, гесперійський та амазонський.

## Нойський період

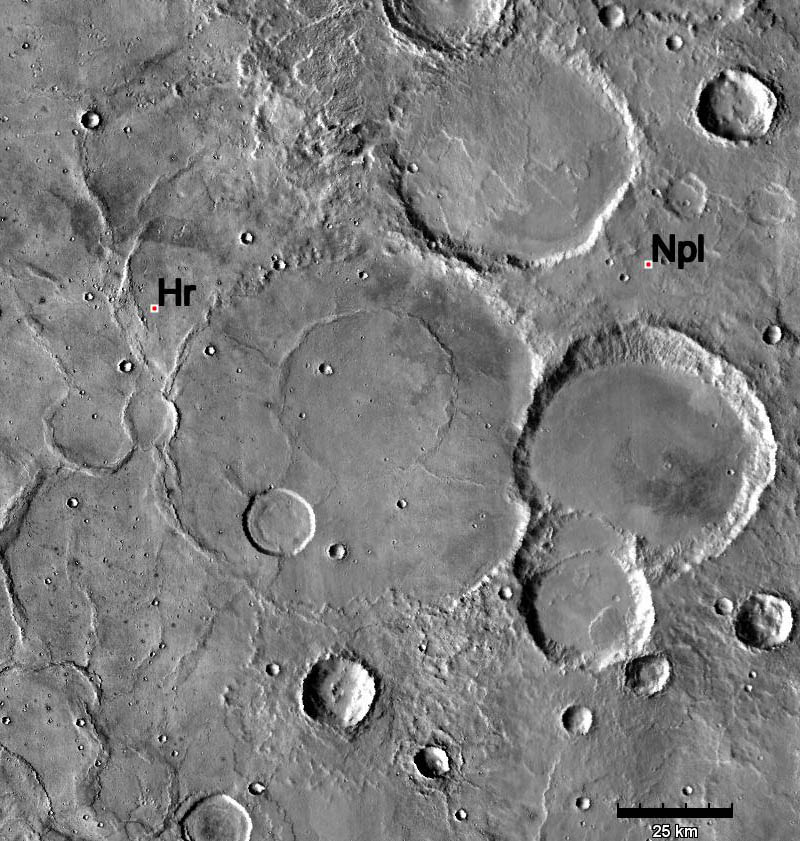
Контакт нойської та гесперійської систем. Гесперійські кряжисті рівнини частково покривають собою нойські плато з багатьма кратерами. Зображення, складене з ІЧ-знімків камери Thermal Emission Imaging System на супутнику «Марс Одіссей», зроблене за зразком фото апарата «Вікінг»

Термін походить від назви землі Ноя. В основі датування — утворення басейна Еллада, плато Тарсис й долин Марінера 3,8—4,1 млрд років тому. Про те, що відбувалося до цього, відомо дуже мало, крім ймовірного існування магнітного поля та численних зіткнень з космічними тілами, в тому числі й того, що викликало глобальну дихотомію. Протягом нойського періоду відбувалося інтенсивне утворення як великих, так і малих кратерів, формування долин та ерозія, темп якої, хоча й був набагато вищим, ніж протягом наступних періодів, був набагато нижчим у порівнянні з подібними процесами на Землі. Кліматичні умови принаймні епізодично сприяли існуванню рік та інших водойм, а також вивітрюванню, яке призводило до утворення філосилікатів. Відбувалося відкладання сульфатів. Оскільки неможливо уявити собі процес, за рахунок якого з поверхні стиралися б лише великі кратери, очевидно, що закінчення цього періоду — момент, коли були стерті всі кратери і поверхня вирівняна.

## Гесперійський період
Назву отримав від Гесперійського плато, тривав від 3,7 до 3 млрд років тому.
На рубежі нойського та гесперійського періодів різко зменшилася інтенсивність формування долин, вивітрювання, ерозії та зіткнень з космічними тілами — відбувалися падіння лише невеликих об'єктів, які залишали малі кратери. Однак протягом гесперійського періоду доволі активно продовжувалися вулканічні процеси, що змінили не менше 30 % поверхні планети. Викиди парникових газів спричинили короткочасне потепління, що змінилося глобальним похолоданням. Утворилися каньйони. Періодично відбувалися сильні повіді, що сформували канали відтоку; інші водні процеси практично припинилися (що призвело до збільшення об'єму кріосфери), але не повністю, про що свідчать окремі відклади сульфатів, їх наявність у ґрунті, а також наявність мереж долин, що утворилися вже саме в цей час.

## Амазонський період
Названий на честь Амазонської рівнини. Почався зі стирання всіх кратерів, мабуть, в результаті вулканічних процесів, оскільки вони відбувалися не всюди, як міг би ерозійний процес, а лише на частині північної півкулі, причому саме тій, де розташовані великі вулкани — районів Тарсис і Елізій. Рідка вода поступово зникала з поверхні Марса, тому також припинилися й повіді, хоча невеликі епізодично відбувалися аж до недавнього (в геологічних масштабах) часу. Процеси ерозії та вивітрювання практично згасли. Розвиток каньйонів відбувався вже лише за рахунок зсувів. Головною характерною особливістю періоду стало формування елементів рельєфу, пов'язаних з появою, накопиченням і рухом льоду: полярних шапок, льодовикових відкладів на вулканах, поверхневих шарів з великим вмістом льоду у високих широтах і різних форм в поясах на широтах 30—55°, таких як лопасні наносні окраїни, смугові долинні відклади та концентричні кратерні відклади. Більша частина ярів на крутих схилах також утворилася в цей період, в достатньо пізню його епоху. При цьому на інтенсивність появи цих форм, скоріш за все, впливала залежність стабільності стану льоду від зміни нахилу осі обертання Марса. Протягом амазонського періоду, що триває й досі, кратери практично не утворюються.
Конкретні часові межі періодів можна визначити, виходячи з припущення, що інтенсивність утворення кратерів на Марсі була такою ж, як на Місяці, а для нього можна застосувати точніші методи датування порід. Однак, зрозуміло, що це припущення викликає велику невизначеність, і вказані дати слід вважати лише наближеними. Деякі вчені зміщують межу між гесперійським і амазонським періодами до часу 2,5—2 млрд років тому.